# Santa Sotere
Sotere (in latino Soteris) (Roma, III secolo – Roma, 304) fu una vergine e martire cristiana ed è venerata come santa dalla Chiesa cattolica.

## Biografia
Proveniente da una nobile famiglia romana, fu parente del vescovo di Milano Sant'Ambrogio, che di lei parla nelle sue opere De virginibus e Exhortatio virginis dicendo che «ai consolati e alle prefetture dei parenti preferì la fede».
Rinunciando agli onori della nobiltà romana, si consacrò a Dio e in seguito agli editti contro i cristiani emanati da Diocleziano e Massimiano venne arrestata e condotta dinnanzi ai magistrati. Dopo avere rifiutato di rinnegare la fede cristiana, venne torturata e quindi decapitata. Secondo altre ipotesi, solo la sua esecuzione avvenne durante il regno di Diocleziano, mentre l'arresto e l'interrogatorio sarebbero avvenuti sotto l'imperatore Decio.

## Culto
Seppellita (stando al Martirologio Romano) sulla via Appia, solo successivamente il suo corpo sarebbe stato spostato nella chiesa di San Martino ai Monti da papa Sergio II.
Di lei riporta il Martirologio Romano: